# Bâtiment de la banque Putnik à Subotica
Le bâtiment de la banque Putnik à Subotica (en serbe cyrillique : Зграда банке Путник у Суботици ; en serbe latin : Zgrada banke Putnik u Subotici) est situé à Subotica, dans la province de Voïvodine et dans le district de Bačka septentrionale, en Serbie. Il est inscrit sur la liste des monuments culturels protégés de la république de Serbie (identifiant no SK 1789).

## Présentation

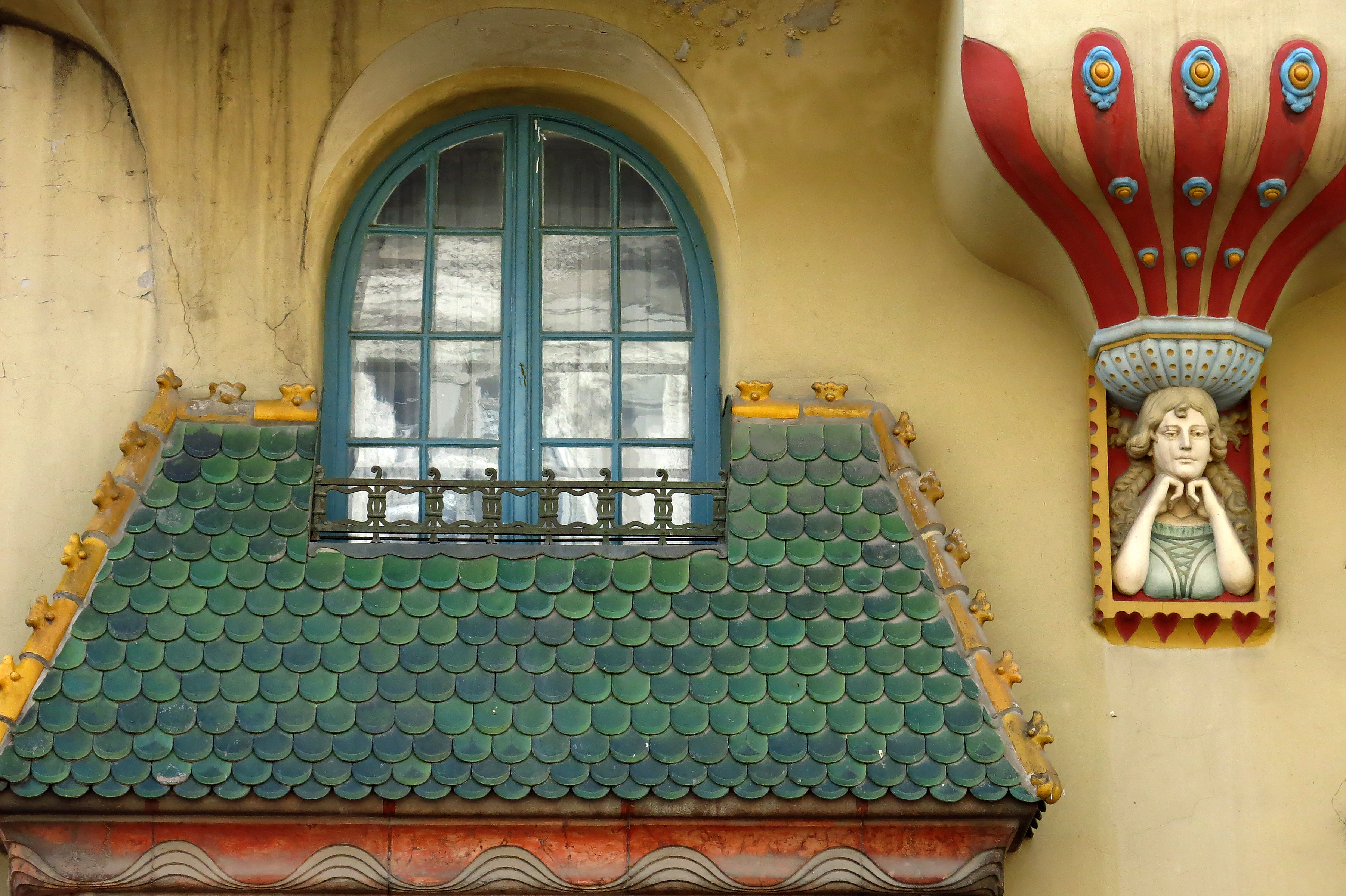
Détail de la façade.

L'immeuble a été construit en 1908 sur des plans de Marcell Komor et Dezső Jakab pour accueillir la Banque commerciale de Subotica. Il est caractéristique du style de la Sécession hongroise.
Le bâtiment, qui s'inscrit dans un quadrilatère irrégulier, est situé à l'angle de deux rues ; il est constitué d'un rez-de-chaussée et de deux étages. Les façades sont dotées de nombreuses baies vitrées, tantôt courbes, tantôt rectangulaires ; elles sont également décorées de riches éléments en céramique ; sous le toit, la corniche est ornée de céramique de Zsolnay jaune et bleue.

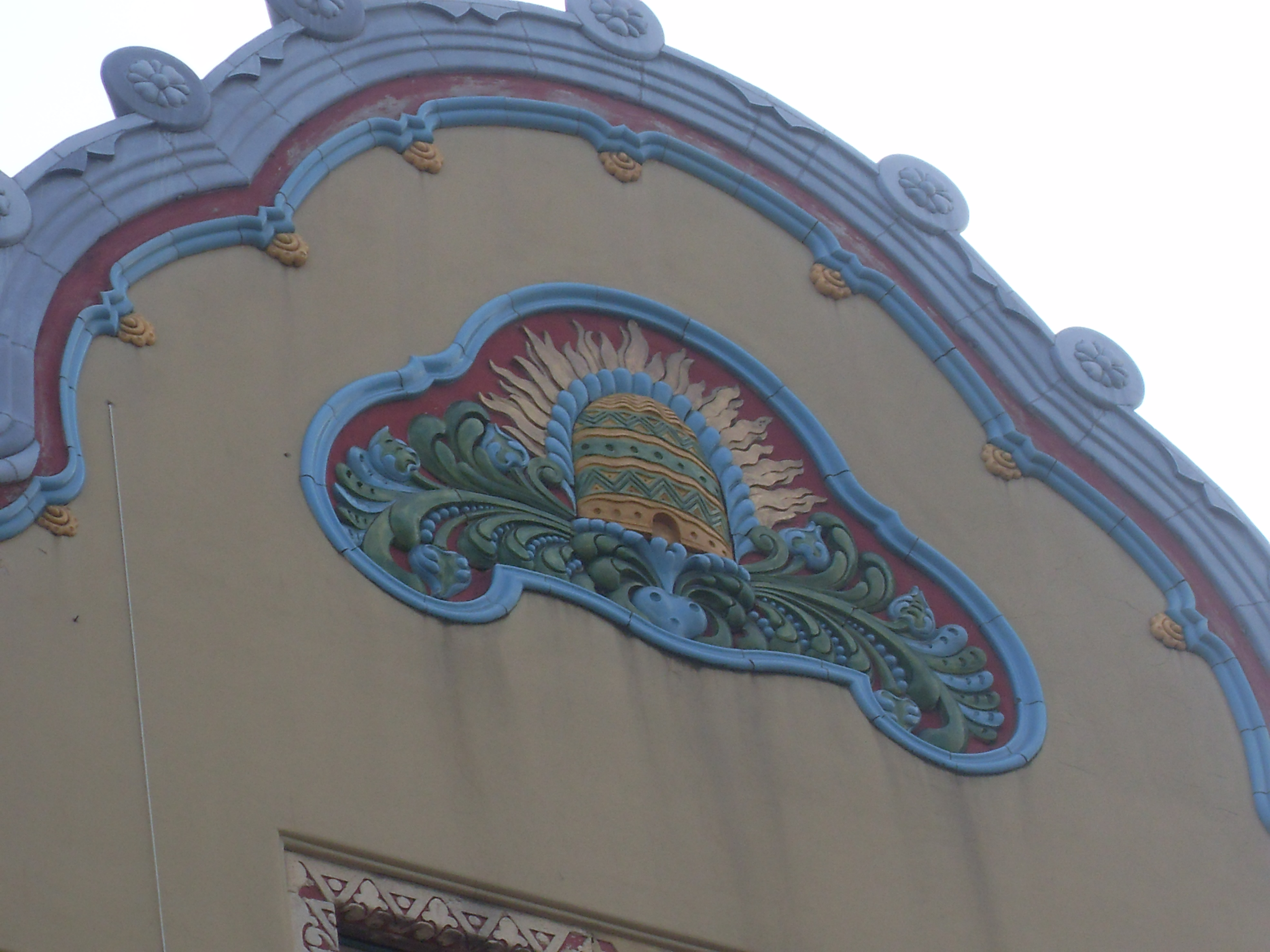
Détail de décoration.